# غشاء راف

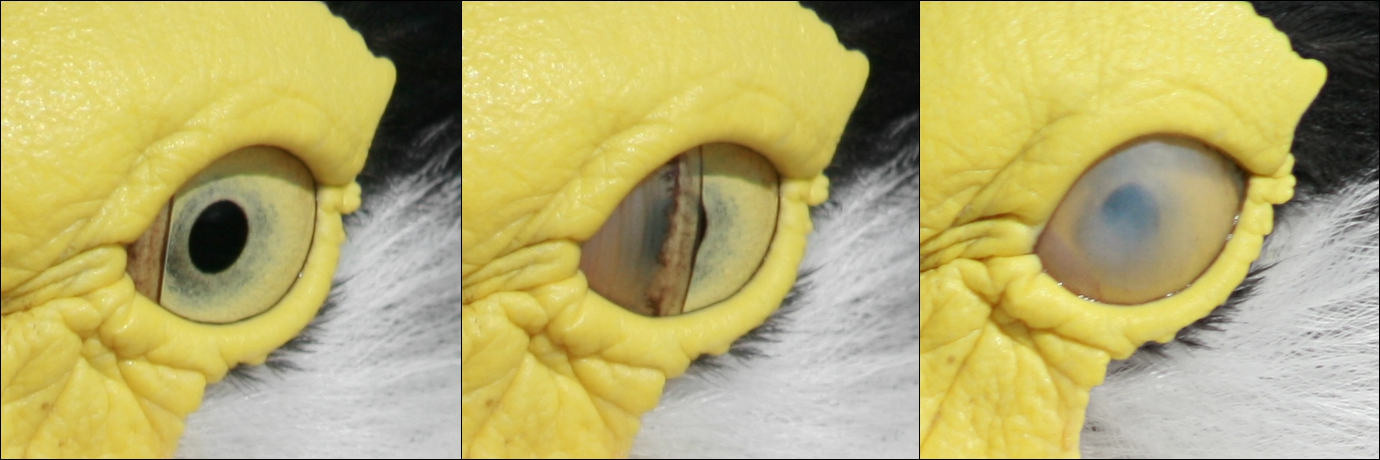
الغشاء الرامش لطائر أبو طيط أثناء إغلاقه

الغشاء الراف أو الغشاء الرماش أو السَّادِن (بالإنجليزية: Nictitating membrane)‏ هو جفن ثالث شفاف يوجد في بعض الحيوانات لحماية وترطيب العين مع الحفاظ على وضوح الرؤية. بعض الزواحف والطيور، وأسماك القرش لديها غشاء راف كامل. في العديد من الثدييات، يوجد جزء صغير من الغشاء في زاوية العين. بعض الثدييات، مثل الجمال، والدببة القطبية، لديها كامل الأغشية رفي.

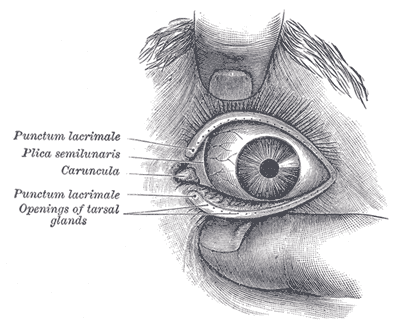
الثنية الهلالية في الإنسان والتي يعتقد أنها جزء شبيه للغشاء الراف في الحيوانات

في البشر، يعتقد أن الثنية الهلالية (Plica semilunaris) والعضلات المرتبطة بها هي أجزاء مماثلة للغشاء الراف الموجود في بعض الثدييات الأخرى.
وخلافا للجفون العليا والسفلى، فالغشاء الراف يتحرك أفقيا عبر مقلة العين. في بعض الحيوانات الغواصة مثل القنادس وخراف البحر، يتحرك الغشاء الراف لحماية العين تحت الماء. بينما في حيوانات غواصة أخرى مثل أسود البحر، يعمل الغشاء الراف على البر لإزالة الرمال وغيرها من الحطام. في الطيور الجارحة، يعمل على حماية عيون الوالدين من صغارهم أثناء إطعامهم. وفي الدببة القطبية، لأنه يحمي العيون من عمى الثلج. في أسماك القرش، لأنه يحمي عيون سمك القرش عندما يهاجم فريسته. يشد نقار الخشب الغشاء الراف 1 ميلي ثانية قبل أن يضرب منقاره في جذع الشجرة ليمنع إصابة الشبكية بفعل الاهتزاز.
في كثير من الأنواع، فإن أي حافز لمقلة العين (مثل نفخة من الهواء) يؤدي إلى استجابة الغشاء الراف كرد فعل. ويستخدم هذا الفعل المنعكس على نطاق واسع كأساس للتجارب على نظرية الاشراط الكلاسيكي في الأرانب.